# Цілинне (Шардаринський район)
Ціли́нне (каз. Целинное) — село у складі Шардаринського району Туркестанської області Казахстану. Адміністративний центр сільського округу Алатау-батира.
Населення — 3889 осіб (2021; 3851 у 2009, 3160 у 1999, 3014 у 1989).